# Валекупа (Терни)
Валекупа је насеље у Италији у округу Терни, региону Умбрија.
Према процени из 2011. у насељу је живело 29 становника. Насеље се налази на надморској висини од 302 м.